# Festival de Teatro Clásico de Almagro
El Festival Internacional de Teatro Clásico de Almagro es un acontecimiento cultural que se celebra en la ciudad manchega de Almagro, en España, anualmente durante el mes de julio. Está considerado actualmente como el más importante del mundo en su especificidad, puesto que está dedicado al teatro que engloba los siglos XVI y XVII, tanto de oriente como de occidente. Aunque el Festival surgió en torno al teatro del Siglo de Oro español, a medida que se hizo internacional, amplió su mirada abarcando a los autores  más conocidos pertenecientes al teatro isabelino y al teatro barroco francés, así como a otras formas teatrales. Además de las funciones de teatro, música y danza puestas en escena por compañías del panorama nacional e internacional, la actual Fundación del Festival organiza exposiciones, talleres, debates y certámenes paralelos, a lo largo de los aproximadamente 25 días que dura la cita teatral.

## Trayectoria
En activo desde el año 1978, el Festival de Almagro pasó por una fase inicial de afirmación durante sus primeras cinco ediciones, dependiendo originalmente de la Dirección General de Teatro y Espectáculos del Ministerio de Cultura.
Su nacimiento, en concreto, ocurrió el 20 de septiembre de 1978, a iniciativa del entonces director general de Teatro y Espectáculos, Rafael Pérez Sierra, con la creación de las primeras Jornadas de Teatro Clásico. En aquella ocasión fueron ponentes actores, directores, dramaturgos, críticos y personalidades como: Fernando Fernán Gómez, José Hierro, Agustín García Calvo, Francisco Nieva, Alberto González Vergel, Juan Guerrero Zamora, Lorenzo López Sancho, Carlos Solórzano, Manuel Ángel Conejero o Luciano García Lorenzo. Aquel año se representaron: la Medora de Lope de Rueda en un montaje del RESAD, y dos obras de Lope de Vega, La estrella de Sevilla, con dirección de Alberto González Vergel, y El despertar a quien duerme dirigida por José Luis Alonso. También se presentó el espectáculo musical Danzas españolas de los siglos XVI, XVII y XVIII, concierto dirigido por Gregorio Paniagua.
A partir de 1983, el Festival contó con un director y se le dio proyección internacional. La relación de directores desde entonces incluye a: 
- César Oliva (1983-1985)
- Rafael Pérez Sierra (1986-1989)
- Francisco José Mayans (1990-1991)
- Juan Pedro de Aguilar (1992-1994)
- Amaya de Miguel (1995-1996)
- Luciano García Lorenzo (1997-2004)
- Emilio Hernández (2005-2008)
- Natalia Menéndez (2009-2017)
- Ignacio García (2017-2022)
- Irene Pardo Molina (2023- )

## El marco
Almagro, enclavada en el corazón de La Mancha, en la actualidad dentro de la Comunidad Autónoma de Castilla-La Mancha y con cerca de diez mil habitantes, pone al servicio del teatro clásico su espacio urbano, declarado Conjunto Histórico-Artístico. De los diferentes espacios escénicos en los que se materializa el Festival (teatros, iglesias, patios, museos, plazas o ermitas), destacan el Corral de Comedias, redescubierto en 1954 y Monumento Nacional desde 1955; un edificio ejemplar de la arquitectura barroca, considerado el mejor conservado del Siglo de Oro español y utilizado como espacio teatral durante los siglos XVI y XVII, y con él, la Plaza Mayor de Almagro, de origen medieval y corazón de la villa. El listado completo de escenarios puestos al servicio del Festival, es este:
1. Antigua Universidad Renacentista
2. Claustro del Museo del teatro
3. Corral de Comedias
4. Ermita de La Magdalena
5. Ermita de San Ildefonso
6. Ermita de San Juan
7. Ermita de San Pedro

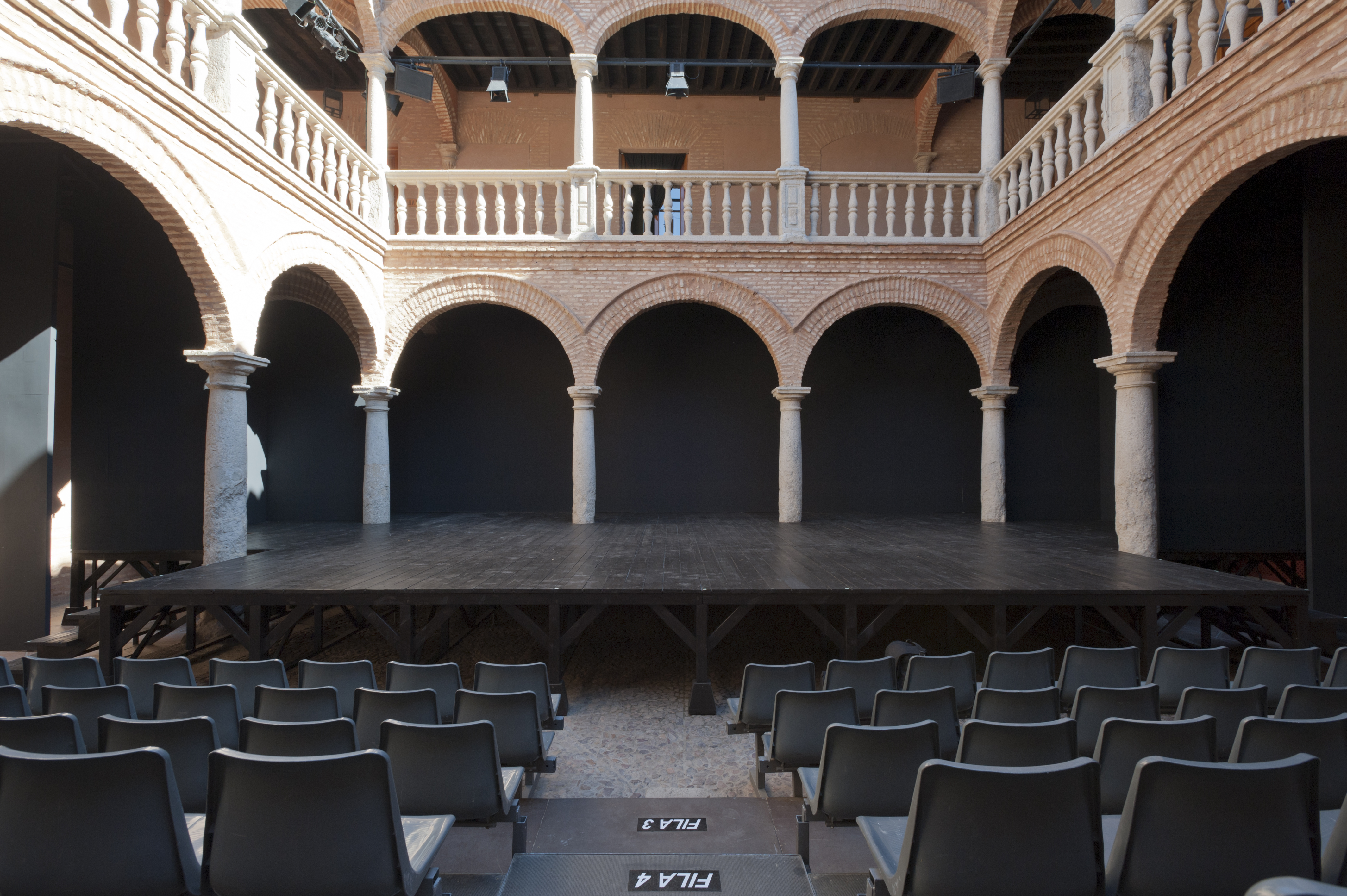
"Patio de Fúcares" (en el Palacio de los Fúcar), convertido en espacio escénico.

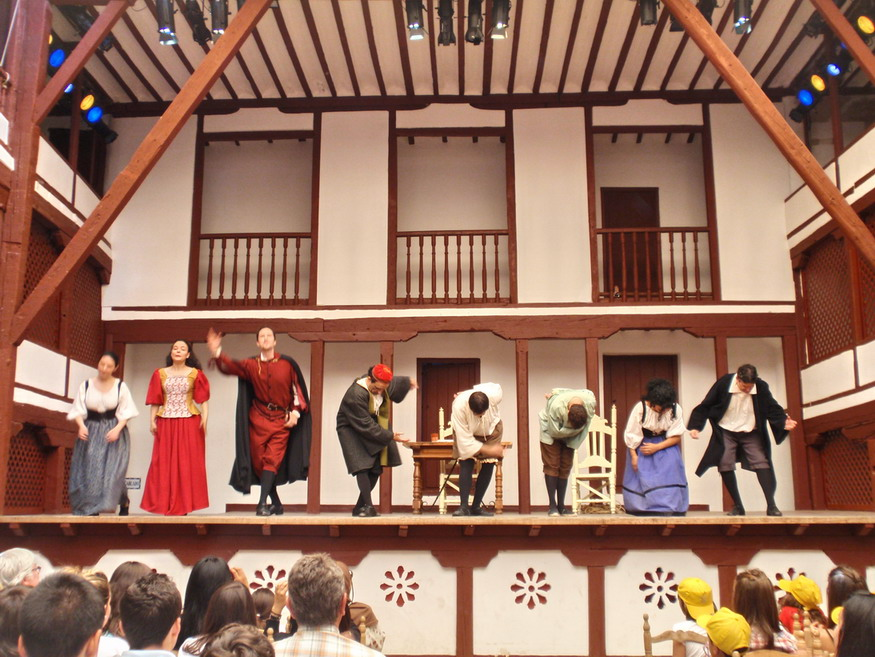
Corral de Comedias de Almagro. Representación de El médico a palos de Molière.

8. Espacio de Arte Contemporáneo de Almagro
9. Teatro Adolfo Marsillach - Hospital de San Juan
10. Iglesia de las Bernardas
11. Iglesia de San Agustín
12. Iglesia de San Blas
13. Museo del encaje y la blonda
14. Museo Nacional del Teatro
15. Palacio de los Condes de Valdeparaíso
16. Casa Palacio de Juan Jedler
17. Casa Palacio de los Villarreal
18. Plaza Mayor de Almagro
19. Teatro Municipal

## Premios y homenajes
Otro aspecto importante del Festival de Almagro ha sido su labor de reconocimiento y valoración de profesionales relacionados con el teatro español. Se incluye, a continuación, el cuadro de honor de personas premiadas o a las que se ha rendido homenaje:
| Año  | Premio Festival de Almagro |
| ---- | -------------------------- |
| 2001 | Comèdie française          |
| 2002 | Miguel Narros              |
| 2003 | Francisco Ruíz Ramón       |
| 2004 | Royal Shakespeare Company  |

| Año  | Premio de las Artes Escénicas Castilla La-Mancha |
| ---- | ------------------------------------------------ |
| 2001 | Fundación Teatre Lliure                          |
| 2002 | Antonio Gades                                    |
| 2003 | José María Flotats, actor y director de escena   |
| 2004 | Miguel Narros, director de escena                |

| Año  | Premio Corral de Comedias                                                |
| ---- | ------------------------------------------------------------------------ |
| 2005 | Michel Piccoli, actor                                                    |
| 2006 | Vanessa Redgrave, actriz                                                 |
| 2007 | Norma Aleandro, actriz                                                   |
| 2008 | Declan Donnellan y Nick Ormerod, fundadores de la compañía Cheek by Jowl |
| 2009 | José Carlos Plaza, director de escena                                    |
| 2010 | Francisco Nieva, dramaturgo                                              |
| 2011 | Núria Espert, actriz                                                     |
| 2012 | Compañía Nacional de Teatro Clásico                                      |
| 2013 | Schaubühne de Berlín                                                     |
| 2014 | Julia Gutiérrez Caba, actriz                                             |
| 2015 | José Luis Gómez, actor                                                   |
| 2016 | Concha Velasco, actriz                                                   |
| 2017 | José Sacristán, actor                                                    |
| 2018 | Carlos Hipólito, actor                                                   |
| 2019 | Adriana Ozores, actriz                                                   |
| 2020 | Ana Belén, actriz                                                        |
| 2021 | Julieta Serrano, actriz                                                  |
| 2022 | Lluís Pasqual, director teatral                                          |
| 2023 | Blanca Portillo, actriz                                                  |
| 2024 | Rafael Álvarez EL BRUJO                                                  |
| 2025 | Cristina Hoyos, bailarina, investigadora y creadora                      |

| Año  | Homenajes                                                                     |
| ---- | ----------------------------------------------------------------------------- |
| 2005 | Alberto González Vergel                                                       |
| 2006 | Isidora Aguirre y Elio Berhayer                                               |
| 2007 | Rafael Pérez Sierra y José Tamayo                                             |
| 2008 | Ángel Fernandéz Montesinos                                                    |
| 2009 | César Oliva                                                                   |
| 2010 | José Manuel Garrido                                                           |
| 2011 | Andrés Peláez, director del Museo Nacional del Teatro                         |
| 2012 | Javier Artiñano, escenógrafo y figurinista                                    |
| 2013 | Ángel Fernández Montesinos, director de escena                                |
| 2014 | Centro de Documentación Teatral                                               |
| 2015 | Vicente Fuentes, maestro y asesor de verso                                    |
| 2016 | José Nieto, músico y compositor                                               |
| 2017 | Pepa Pedroche, Joaquín Notario y Arturo Querejeta, actores                    |
| 2018 | Juan Gómez-Cornejo, diseñador de iluminación                                  |
| 2019 | Manuel Canseco, director de escena                                            |
| 2020 | Paco Leal, director técnico del Festival de Almagro, iluminador y escenógrafo |
| 2021 | Rosana Torres, Julio Bravo y la Asociación de Prensa de Ciudad Real           |
| 2022 | Helena Pimenta, directora de escena                                           |
| 2023 | Lorenzo Caprile, modisto y figurinista                                        |
| 2024 | Laila Ripoll, directora de escena y dramaturga                                |

## Reconocimientos
- 2006: Premio Fuente de Castalia del Festival de artes escénicas Clásicos en Alcalá.[1]
- 2010: La Tribuna de Ciudad Real. 20 Aniversario
- 2012: Premios Solidarios ONCE
- 2017: Cadena SER. Premio Comunicación
- 2017: XX Premios Max de las Artes Escénicas. Premio a la Contribución de las Artes Escénicas
- 2018: Academia de las Artes Escénicas de España. Medalla de Oro
- 2019: Premio Reina Letizia de Cultura Inclusiva
- 2023: Medalla de Oro al Mérito en las Bellas Artes

- 2024: Premio Talía.[2]por el Cambio Social y la Inclusión en las Artes Escénicas
- 2024: Diputación de Ciudad Real. Premio Quijote de la Provincia